# Cupa României 1997-1998
La Cupa României 1997-1998 fu la 60ª edizione della massima competizione di coppa in Romania e della federazione calcistica rumena.
Il titolo fu vinto dalla Rapid Bucarest contro il Universitatea Craiova in finale, il 6 giugno 1998, con un punteggio di 1-0 all'Arena Națională di Bucarest.

## Formato
La competizione è un torneo annuale ad eliminazione diretta, disputato dalle migliori squadre rumene della stagione 1997-1998 della Romania.
Presente la vincitrice della Divizia A 1996-1997 e campione di coppa in carica, lo Steaua Bucarest.
Le partite vere e proprie del primo turno si giocarono sul campo della squadra più scarsa in base al piazzamento nella federazione nazionale, poi dal secondo turno le partite si giocano in una posizione neutrale.
Se una partita viene pareggiata dopo 90 minuti, la partita passa ai tempi supplementari. Se la partita è ancora in parità, il risultato viene deciso dai calci di rigore.

## Partite

### Fase eliminatoria

#### Primo turno eliminatorio
Gli incontri si disputarono tra il 12 e il 19 novembre 1997.
| Squadra 1                      | Risultato    | Squadra 2                   |
| ------------------------------ | ------------ | --------------------------- |
| Unirea Alba Iulia (Div. B)     | 2 - 1        | CSM Reșița (Div. A)         |
| Maramures (Div. B)             | 0 - 2        | Argeș Pitești (Div. A)      |
| Gloria Bistrița (Div. A)       | 3 - 2 d.t.s. | Chindia Târgoviște (Div. A) |
| Metrom Braşov (Div. B)         | 0 - 1        | Bacău (Div. A)              |
| Gloria Buzău (Div. B)          | 3 - 2        | U Cluj (Div. A)             |
| Dunărea Călărași (Div. B)      | 1 - 3        | Steaua Bucarest (Div. A)    |
| Electroputere Craiova (Div. B) | 1 - 0        | Petrolul Ploiești (Div. A)  |
| Focșani (Div. C)               | 0 - 1 d.t.s. | Farul Costanza (Div. A)     |
| Corvinul Hunedoara (Div. B)    | 0 - 1        | Dinamo Bucarest (Div. A)    |
| Gaz Metan Mediaș (Div. B)      | 1 - 0        | Ceahlăul (Div. A)           |
| Midia Navodari (Div. B)        | 0 - 1        | Rapid Bucarest (Div. A)     |
| Bihor Oradea (Div. C)          | 4 - 0        | Jiul Petroșani (Div. A)     |
| Laminorul Roman (Div. C)       | 2 - 5        | Oțelul Galați (Div. A)      |
| Foresta Suceava (Div. A)       | 5-6 d.c.r.   | FCU Craiova (Div. A)        |
| Timișoara (Div. B)             | 1 - 2        | Sportul Studențesc (Div. A) |
| Câmpina (Div. B)               | 5 - 3 d.c.r. | Național Bucarest (Div. A)  |

#### Secondo turno eliminatorio
Gli incontri si disputarono il 2 dicembre 1997.
| Squadra 1       | Risultato | Squadra 2             |
| --------------- | --------- | --------------------- |
| Steaua Bucarest | 3 - 1     | Câmpina               |
| Rapid Bucarest  | 2 - 1     | Gaz Metan Mediaș      |
| Gloria Bistrița | 0 - 1     | Sportul Studențesc    |
| FCU Craiova     | 5 - 2     | Farul Costanza        |
| Oțelul Galați   | 6 - 0     | Gloria Buzău          |
| Bacău           | 3 - 1     | Electroputere Craiova |
| Dinamo Bucarest | 2 - 0     | Unirea Alba Iulia     |
| Argeș Pitești   | 1 - 0     | Bihor Oradea          |

### Fase finale

#### Quarti di finale
Gli incontri si disputarono il 25 febbraio 1998.
| Squadra 1       | Risultato | Squadra 2          |
| --------------- | --------- | ------------------ |
| Rapid Bucarest  | 1 - 0     | Sportul Studențesc |
| Dinamo Bucarest | 1 - 0     | Oțelul Galați      |
| FCU Craiova     | 2 - 1 dts | Bacău              |
| Argeș Pitești   | 1 - 1 dr  | Steaua Bucarest    |

#### Semifinali
Gli incontri si disputarono il 25 marzo 1998.
| Squadra 1      | Risultato | Squadra 2       |
| -------------- | --------- | --------------- |
| Rapid Bucarest | 2 - 1     | Dinamo Bucarest |
| Argeș Pitești  | 0 - 1     | FCU Craiova     |

#### Finale
La finale venne disputata il 6 giugno 1998 a Bucarest nello Stadionul National (l'odierna Arena Națională).
| Arbitro: | Marcel Lică (Costanza) |

|                  |           |  |
| L. Marinescu 67’ | Marcatori |  |

| Vincitori della Cupa României 1997–98 |
| ------------------------------------- |
| Rapid Bucarest 10º titolo             |